# Gagrella nigerrima
Gagrella nigerrima is een hooiwagen uit de familie Sclerosomatidae.